# Felix Hartlaub
Felix Hartlaub (Brema, 17 giugno 1911 – Berlino, 31 dicembre 1945) è stato uno scrittore tedesco.

## Biografia
Fu figlio dello storico dell'arte e direttore della Kunsthalle di Mannheim Gustav Friedrich Hartlaub, che nel 1933 fu licenziato dal regime nazista per «bolscevismo culturale». La famiglia si trasferì nel 1914 da Brema a Mannheim dove Felix fece i primi studi. Ottenne la licenza liceale in un collegio privato di Heppenheim, e dal 1932 studiò filologia romanza e storia dell'arte all'Università di Heidelberg e poi a Berlino, dove nel 1939 ottenne il dottorato in storia moderna con una tesi su Don Giovanni d'Austria e la battaglia di Lepanto.
Allo scoppio della Seconda guerra mondiale venne arruolato nella Wehrmacht come semplice soldato. Nel dicembre del 1940 fu a Parigi, dove fece parte della commissione incaricata di esaminare gli archivi francesi. Dopo aver combattuto in Romania nel 1941, fu in carico all'Alto Comando della Wehrmacht a Berlino, e direttore fino al marzo del 1945 della sezione incaricata di redigere i diari di guerra nei quartieri generali di Vinnycja, di Rastenburg e di Berchtesgaden. Richiamato nei corpi combattenti nell'aprile del 1945 per l'ultima battaglia di Berlino, di lui non si seppe più nulla.
Nel dopoguerra furono pubblicate le sue personali note sulla guerra, che dovevano presumibilmente essere degli abbozzi per successivi racconti o romanzi. Nel 1950 ne fu pubblicata una prima versione parziale dalla sorella Geno Hartlaub, con il titolo Von unten gesehen (Visto dal basso), e nel 1955 furono pubblicate nella loro completezza, insieme ad altri suoi scritti.
Hartlaub scrisse intorno al 1927 il racconto Kinderkreuzzug (Crociata dei bambini), la storia di un bambino ebreo di Colonia che, orfano del padre ucciso in un pogrom, è costretto a partecipare alla crociata dei bambini e muore proprio quando sta per giungere in Palestina. Un romanzo, Die Reise des Tobia (Il viaggio di Tobia), è rimasto frammentario e lasciato incompiuto nel 1932.
Hartlaub è il protagonista del diario di guerra ma parla di sé in terza persona. In qualunque ambiente si trovi ad agire, egli si sente fuori posto e tuttavia al sicuro, perché è troppo trascurabile per poter essere preso in considerazione. Essendo un « osservatore lucido e penetrante, giudica le situazioni e le persone proprio col dichiararsi incapace di giudicarle; e la sua scrittura crittografica potenzia quasi involontariamente il dominante senso di gelida spettralità, ma conferisce al diario anche una nota di quasi svagata rassegnazione di fronte all'inutilità di qualsiasi commento personale ».

## Scritti
- Don Juan d'Austria und die Schlacht bei Lepanto, Berlin, Junker & Dünnhaupt, 1940
- Von unten gesehen, Stuttgart, Koehler, 1950
- Parthenope oder Das Abenteuer in Neapel, Stuttgart, Deutsche Verlagsanstalt, 1951
- Das Gesamtwerk, Frankfurt, S. Fischer, 1955
- Felix Hartlaub in seinen Briefen, Tübingen, Wunderlich, 1958
- In den eigenen Umriss gebannt, Frankfurt, Suhrkamp, 2002 ISBN 3-518-41332-5
- Kriegsaufzeichnungen aus Paris, Berlin, Suhrkamp, 2011 ISBN 978-3-518-22462-5
- Italienische Reise, Berlin, Suhrkamp, 2013 ISBN 978-3-518-22473-1

### Traduzioni italiane
- Nell'occhio del tifone, tr. di Laura Dallapiccola, con un ricordo dell'Autore di Leone Traverso e pref. di Geno Hartlaub, Milano, Lerici, 1961
- Nella zona interdetta. Diario di un cronista del Terzo Reich, Roma-Napoli, Theoria, 1991; poi Macerata, Giometti & Antonello, 2023.
- Partenope o l'avventura a Napoli, a cura di L. Ritter Santini, Napoli, La Scuola di Pitagora, 2013